# Francisco Verdugo Landi
Francisco Verdugo Landi (Málaga, 29 de noviembre de 1874-Madrid, 12 de marzo de 1959) fue un periodista y dibujante español.

## Biografía
Nació en Málaga el 29 de noviembre de 1874. Desde temprana edad se dedicaría al periodismo y al dibujo, ocupación esta segunda que sin embargo terminó abandonado en favor de la primera. Se trasladó a Madrid en 1895, ingresando en la redacción del diario republicano El País; tres años después ingresaría como confeccionador en la revista ilustrada Nuevo Mundo, donde con el tiempo llegaría a alcanzar la dirección. Se separaría de esta publicación para fundar, junto a Mariano Zavala de la Cruz, «Campúa» y José María Díaz Casariego, la revista gráfica Mundo Gráfico. 
En 1913 fundó la empresa «Prensa Gráfica» junto a Mariano Zavala. Un año después fundó la revista gráfica La Esfera, publicación que dirigiría hasta 1931. Fue, además, vicepresidente de la Asociación de la Prensa de Madrid entre 1923 y 1931. En abril de 1936 ingresó en la redacción del diario ABC, donde trabajaría hasta su jubilación en 1957.
Falleció en su domicilio de Madrid el 12 de marzo de 1959.

## Familia
Fue hermano de Ricardo Verdugo Landi, un conocido pintor y dibujante, y de Joaquín Verdugo Landi, periodista. Su sobrina Margarita Landi, hija de otro de sus hermanos, Alfredo, también fue periodista.